# カスタードプディング

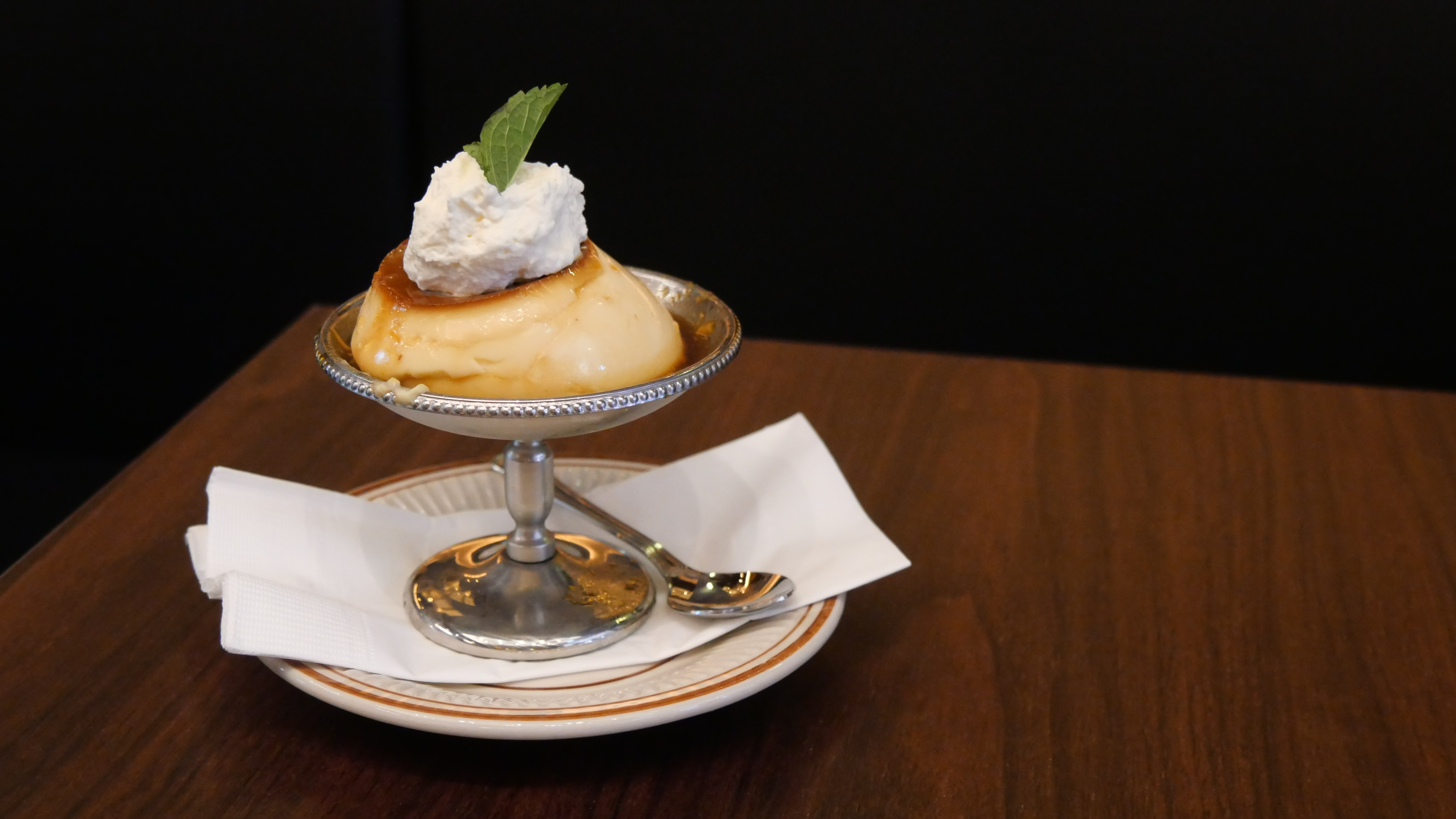
カスタードプディング

カスタードプディング（英: custard pudding, baked custard、イギリス英語: caramel custard, cream caramel、米: crème caramel, flan、仏: crème caramel, crème renversée au caramel, flan aux œufs）、カスタードプリンまたは単にプリン、フランは、洋菓子の一つ。プリン型に牛乳と砂糖を混ぜた卵液を流し込み、加熱してカスタードを凝固させてつくる。溶き卵に水分を加えて加熱して固めるという点で、製法は茶碗蒸しとよく似ている。一方、卵を主原料とせずゼラチンなどのゲル化剤を用いてゼリー状に固めるケミカルプリン（後述）もある。
なお、原義のプディングはイギリスでの多様な蒸し物料理の総称である。

## 概要・呼称
一般的には甘味としてカラメルソースを用いることが多く、柔らかな舌触りとカラメルのほろ苦さの混ざった甘さが特徴。あらかじめプリン型の底にカラメルソースを入れておき、型を伏せた状態で皿に移して食卓に供するが、カラメルを別添としたタイプや、容器に入れたまま食べる商品もある。プリンを食べる際にはスプーンを使うことが多い。
発祥には、イギリスの航海者が16世紀に考案したという説と、腸詰からの派生説がある。イベリア半島やラテンアメリカではスペイン語およびポルトガル語でフラン（flan、< 古仏: flaon < 羅: fladonem < 古高独: flado 「扁平なケーキ類」に由来）と呼ばれる。フランスのフラン・オ・ズーは「卵のフラン」の意。
アメリカ合衆国では、英語の名称よりもスペイン語のフラン（Flan）、や、フランス語のクレーム・カラメル（Crème caramel）で知られていることが多い。また、同国でPuddingというと一般的にはen:Hunt's Snack Packのブランドで知られる。

## ケミカルプリン[要出典]
ゼラチンなどのゲル化剤でゼリー状に固めたものを、ケミカルプリンという。ゲル化剤で固めることにより、さらになめらかな舌触りになる。ゼラチンを使うことから、その製法はババロア（生クリームを用いて泡立てる）に近似する。
ケミカルプリンを作る際にはゼラチンを冷やして固めるため、本来のカスタードプディングのように加熱する必要がない。
1. ゼラチンをふやかし、ケースにゆるく作ったカラメルソースを入れる。
2. 牛乳（必要なら温める）に砂糖とゼラチンを溶かし、溶いた卵を加えてよくかき混ぜる。
3. 冷蔵庫で固まるまで冷やし、食べる直前に皿の上にひっくり返す。

家庭ではゼラチンの代わりに寒天で固める場合もある。ゼラチンの一部を寒天に置き換えると歯切れの良さが出るが、凝固剤をすべて寒天で代用するともろくなる。

## 各国のカスタードプディング

### ヨーロッパ

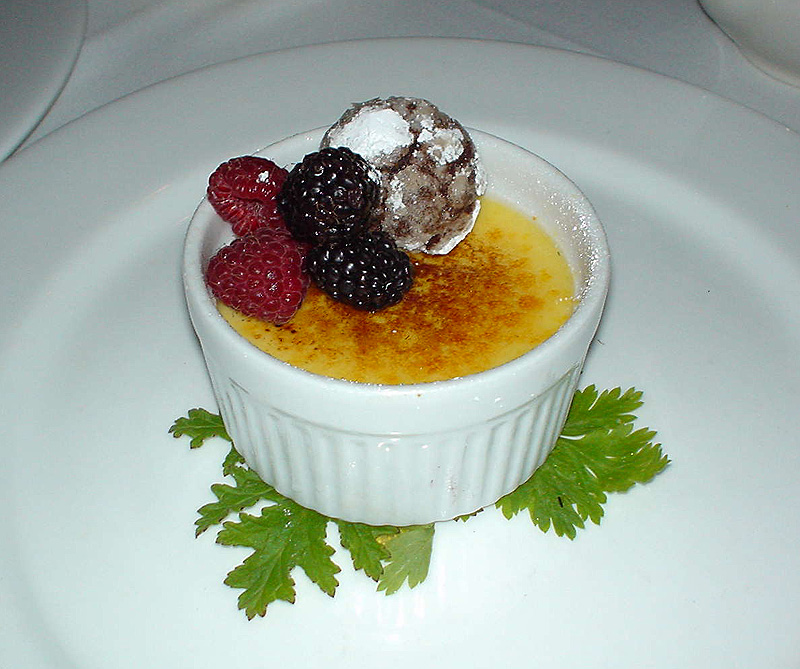
カリカリした表面のカラメルが特徴のクレーム・ブリュレ

クレームブリュレ Crème Brûlée
フランスの菓子。日本では「焼きプリン」（焼きプディング）とも呼ばれている。生クリーム、卵黄、砂糖でカスタードを作り、カラメルソースを入れずにプディングを焼いてから、型に入れたまま表面に砂糖をふりかけ、バーナーなどであぶって砂糖をカラメル化したもの。普通のカスタードプディングよりも柔らかく、脂肪分が多いためにこってりしたコクのある味わいに仕上がる。名称はフランス語で「焼きクリーム」の意。
クレマカタラーナ Crema Catalana
スペインカタルーニャ州の菓子。表面にカラメルを作る点がクレーム・ブリュレと似ているが、湯煎をせずに焼く、生クリームと牛乳両方を使う、シナモンやレモンの皮で風味をつける点で異なる。
ボネ
イタリアピエモンテ州の菓子。ココアパウダーと砕いたアマレッティを加えたココア風味のプディング。
ストロープワッフルプリン
オランダ発祥のストロープワッフルと同じ味で、アムステルダムで流通している。

### ブラジル
キンジン
ブラジルのカスタードプディング。砂糖の量が多く、おろしたココナッツが入り、牛乳の代わりにココナッツミルクを使うこともある。

### 日本
「プリン」と呼ばれることが多い。加工食品メーカーにより手軽に食べられるタイプが量産・販売されている。グリコ乳業（2015年10月からは江崎グリコ）のプッチンプリンは、2013年1月10日に「世界で最も売れているプリン」としてギネス世界記録に認定された。洋菓子店や喫茶店・カフェなどでも作られる。フルーツやホイップクリームなどと盛り合わせた プリンアラモードは、ホテルニューグランド（神奈川県横浜市）が発祥である。
2010年8月にはオハヨー乳業が毎月25日を「プリンの日」と定め、日本記念日協会に申請して認定を受けた。由来は「食べると思わずニッ(2)コ(5)リするから」という。
硬さと弾力の嗜好には、時代によって変化がある。柔らかく調整することにより、プリン味の飲料として商品化したものも発売されている。
和菓子と融合した、以下のような商品もある。
プリン大福
広島県の虎屋など、複数のメーカーのものがある。大福餅の餅皮で小さなカスタードプディングを包み込んだ菓子。
ぷりんどら
大分県由布市の菊家の名物菓子で、ケミカルプリンをどら焼きの皮で夾んだもの。どら焼きのつもりで常温にしばらく置くと、中身が熔けてしまうので注意が必要。

### 台湾
台湾では、市販のケミカルプリンに1リットルという巨大なサイズのものがある。
プリンミルクティー（布丁茶）は、台湾のタピオカティーのタピオカパールをカスタードプディングに代えた飲料である。

### フィリピン
スペインのフランが伝来したフィリピンではレチェ・フラン（leche flan、「乳のケーキ」）と呼ばれる。

### ベトナム
ベトナムにはフランス統治時代に伝来し、バン・フランまたはケム・カラメン（越: Bánh flan, kem caramen、バインはベトナム語で粉などを捏ねて作る食品、ケムはクリームのこと）と呼ばれている。
バイン・フラン（ケム・カラメン）は、ベトナムのバンフラン（バインフラン）。卵黄を多めに、また牛乳でなくコンデンスミルク（加糖練乳）で作ることもある。クラッシュアイスを乗せて供されることが多い。

### インド
インドのゴア州には、ベビンカという、ギーとココナッツミルクから作られるカスタードプディングがある。層状になっているのが特徴。